# 薬剤情報提供料
薬剤情報提供料（やくざいじょうほうていきょうりょう）とは、医療機関が院内処方を行う場合に、処方した医薬品の説明等を、当該患者の求めに応じて、文書により提供した場合において算定される料金である。医科診療報酬点数表では「薬学管理等」に区分される。
なお、当該患者の求めに応じて、薬剤の名称等をいわゆる「お薬手帳」に記載した場合には、手帳記載加算が加算される。
また、医療機関が処方箋を交付した場合には、算定されない。

## 請求額
診療報酬点数10点（=100円）である。また、手帳記載加算は3点（=30円）である。
入院中の患者以外の患者（外来患者）に対して、
- 処方した薬剤の名称
- 用法
- 用量
- 効能
- 効果
- 副作用
- 相互作用

に関する主な情報を文書により提供した場合に、月1回に限り算定する。なお、処方の内容に変更があった場合は、その都度算定する。
この際、いわゆる「お薬手帳」に、
- 処方した薬剤の名称
- 保険医療機関名
- 処方年月日

を記載（シールの貼付などを含む）した場合には、月1回に限り手帳記載加算を加算する。
ただし、所有している手帳を持参しなかった患者に対して薬剤の名称が記載された簡潔な文書（シール等）を交付した場合は、お薬手帳による情報の確認ができないため手帳記載加算を算定できない。

## 提供の形態
記載内容は、調剤日、薬剤の名称、用法・用量、相互作用その他服用に際しての注意事項を含むものである。
薬剤の名称とは、一般名処方による処方箋や後発医薬品（いわゆるジェネリック医薬品）へ変更して調剤した場合においては、現に調剤した薬剤の名称を記載する。
相互作用その他服用に際しての注意事項とは、服用する薬剤と特に飲み合わせの悪い薬剤や、重大な副作用などを防止するために特に注意すべき事項が該当し、各患者の健康状態などに応じて異なるものである。

## 制度施行
2000年（平成12年）4月1日より施行されている。